# Ẩm thực Lào

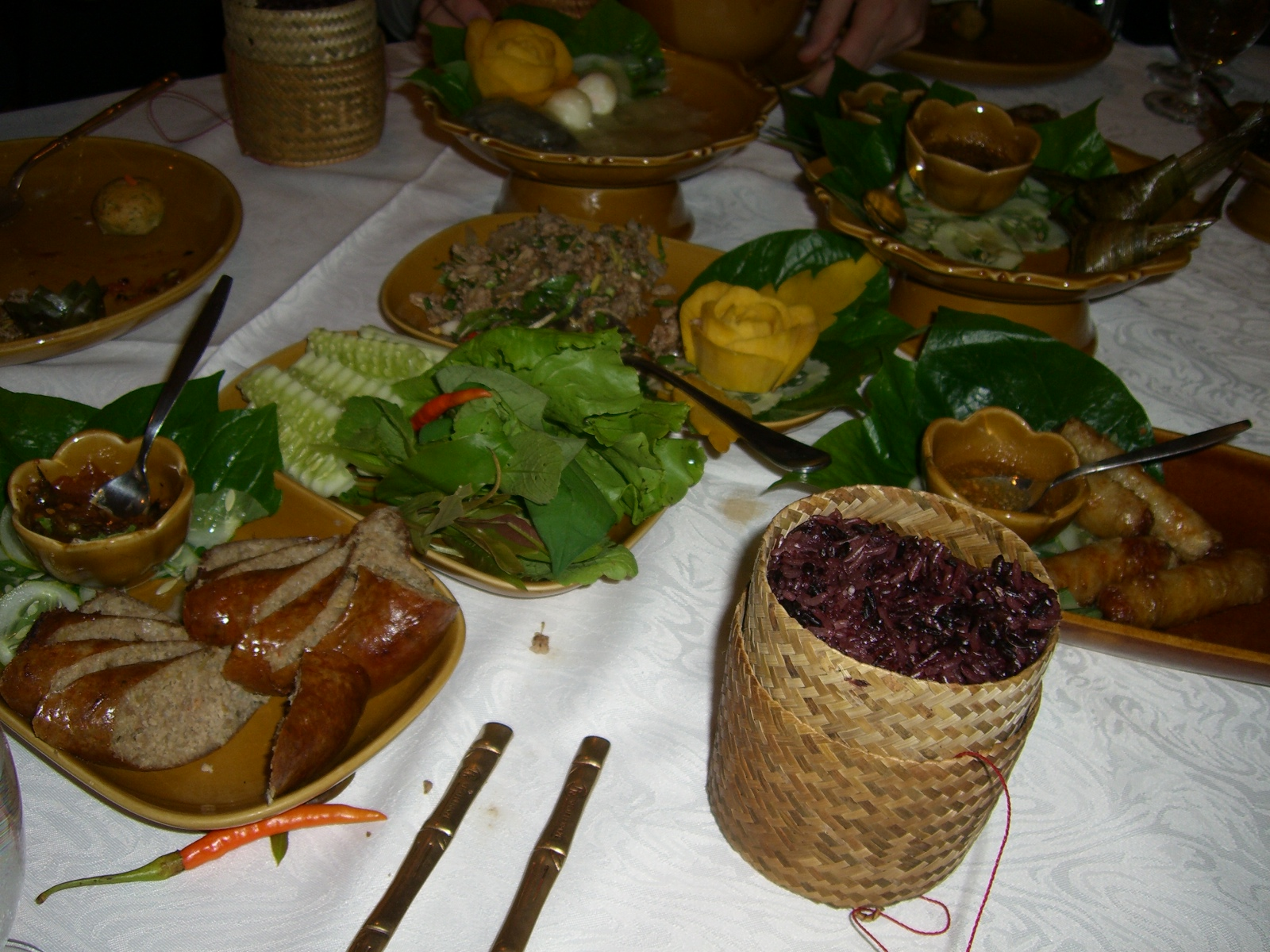
Món ăn Lào thường hay có xôi nếp ăn kèm

Ẩm thực Lào mang phong cách tương tự các quốc gia láng giềng là Campuchia và Thái Lan: cay, mặn và chua. Tuy nhiên, ẩm thực lại mang những phong cách đặc trưng rất riêng, nhưng đặc trưng chung là sự phổ biến của món xôi.

## Phong cách
Ngoài cá nước ngọt thì thịt heo, gà, trâu và vịt là những thành phần quan trọng để nấu nướng nhiều thứ món ăn thông thường. Người Lào cũng ăn những thứ thịt thú săn như nai, gà rừng, chim cút nếu có dịp kiếm được.
Người Lào ăn gạo là chính; các món ăn có đặc điểm là dùng những gia vị như gừng, me, lá chanh, và nhiều loại ớt khô rất cay. Vị chính trong các món ăn hầu hết các món ăn đều có rất nhiều ớt. Chỉ riêng ớt có hàng chục món: từ ớt chiên giòn, ớt muối chua, ớt sa tế, ớt hầm, ớt luộc … Chính vị cay này cũng là một nét văn hóa vì phần đông người Lào sử dụng nguồn lao động chân tay, vị cay gây kích kích, tạo món ăn ngon, giúp người lao động ăn được nhiều, tăng sức lao động. Ở mỗi vùng cũng có các món ăn đặc trưng, có các tên gọi khác nhau và được chế biến theo đặc trưng của từng vùng, nhưng không thể không có vị cay của ớt… Một món ăn tiêu biểu của người Lào là sự pha trộn giữa cay và ngọt, được trung hòa thêm thảo mộc. Cá đánh bắt được từ sông, hồ, suối được người Lào chế biến có sự pha trộn của các loại gia vị thảo mộc. Mắm cá (pa dek) và mắm Cheo gồm da trâu, ớt nướng, tỏi nướng, riềng nướng, đường cùng nhiều gia vị thảo mộc trộn lẫn hoặc mắm Muok gồm lòng cá trộn ớt, sả, củ hành … hầu như nhà nào cũng có và nước mắm (nám pla) được người Lào sử dụng hết sức phổ biến.
Người Lào thường xây dựng bên cạnh nhà mình một vườn rau, trên đó người ta trồng các loại rau như hành,khoai từ, dưa chuột, đậu ván, củ cải,cần tây,xà lách,..v..v.. Nó là những thứ bổ sung cho bữa ăn hàng ngày của người Lào.
Nướng, luộc, hầm, hấp, áp chảo và trộn (như trong món salad) đều là những phương pháp nấu ăn truyền thống của Lào. Xào là một phương pháp phổ biến và được xem là chịu ảnh hưởng từ Trung Quốc. Các món hầm thường có màu xanh lá cây vì sử dụng nhiều rau cũng như lá ya nang.
Ping có nghĩa là nướng. Ping gai là gà nướng, ping sin là thịt nướng và ping pa là cá nướng. Trước khi nướng, thịt có thể được ướp với tỏi băm, rễ rau mùi băm, riềng băm, muối, nước tương và nước mắm.
Điểm khác biệt của ẩm thực Lào so với các nền ẩm thực láng giềng bao gồm việc các bữa ăn Lào thường đi kèm với một lượng lớn rau xanh tươi, rau củ và thảo mộc ăn sống, không được nêm nếm. Ngoài ra, các món mặn không bao giờ có vị ngọt, và một số món còn có vị đắng.

### Gia vị
Gia vị chính của Lào trong các món ăn là hai vị thuốc "gialang" và "macụt", cùng với các gia vị khác như ớt, tỏi, phà đẹt… cùng các gia vị Việt Nam.

## Phong tục ăn uống

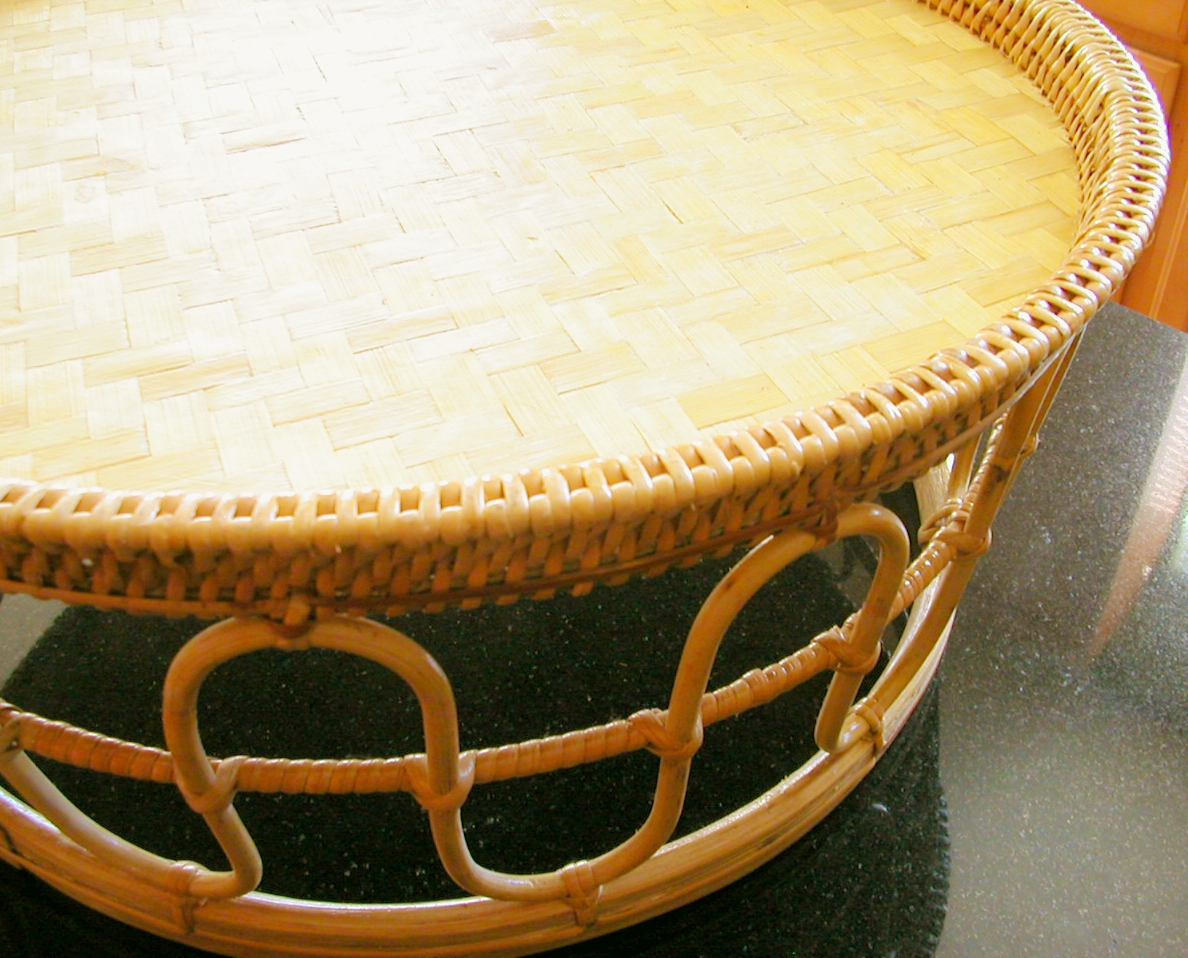
ka tok, một chiếc bàn nhỏ dùng để sắp xếp và trình bày bữa ăn của người Lào.

Cách ăn truyền thống là ăn chung, mọi người ngồi trên một tấm chiếu trải trên sàn gỗ xung quanh một chiếc bàn nhỏ được đan bằng mây, gọi là ka toke. Các món ăn được bày trên ka toke, với kích thước tiêu chuẩn. Nếu có nhiều người ăn, nhiều ka toke sẽ được chuẩn bị. Mỗi ka toke sẽ có một hoặc nhiều giỏ đựng xôi, được chia sẻ bởi tất cả người ngồi quanh bàn.
Quan niệm Piep – là cha mẹ, là bề trên luôn ăn miếng đầu tiên để khai mạc bàn ăn, theo thứ tự tuổi tác sẽ ăn các món sau tiếp theo.
Hiện nay, việc ăn trên ka toke trở nên ít phổ biến hơn và thường chỉ là ngoại lệ. Tuy nhiên, phong tục này vẫn được giữ gìn trong các ngôi chùa, nơi mỗi nhà sư được phục vụ bữa ăn trên một chiếc ka toke. Khi thức ăn được đặt trên ka toke, nó trở thành pha kao. Trong các gia đình hiện đại, thuật ngữ chuẩn bị bàn ăn vẫn được gọi là taeng pha kao (chuẩn bị pha kao).
Theo truyền thống, thìa chỉ được dùng cho món súp và cơm trắng, còn đũa (ໄມ້ທູ່, mai thu) chỉ được dùng cho các món mì. Phần lớn thức ăn được dùng tay để ăn. Lý do cho phong tục này có lẽ là vì xôi chỉ có thể dễ dàng ăn bằng tay.
Một bữa ăn truyền thống của người Lào thường bao gồm một món súp, một món nướng, một loại nước chấm, rau xanh và một món hầm hoặc món trộn (như koy hoặc laap). Rau xanh thường là rau sống, các loại thảo mộc và rau củ khác, mặc dù tùy thuộc vào món ăn kèm, rau cũng có thể được hấp hoặc chần qua. Các món ăn không được ăn theo thứ tự; món súp được nhâm nhi trong suốt bữa ăn. Đồ uống, bao gồm cả nước, thường không phải là một phần của bữa ăn. Khi có khách, bữa ăn luôn là một bữa tiệc, với lượng thức ăn được chuẩn bị đủ gấp đôi số lượng người tham gia. Đối với người chủ nhà, việc không có đủ thức ăn cho khách sẽ bị xem là điều sỉ nhục. Đối với thực khách thì tập quán của người Lào là luôn chừa lại thức ăn trong đĩa khi đã ăn xong, nếu khách không chừa lại thức ăn, người ta sẽ cho là khách ăn không đủ no, chủ nhà sẽ bị mất thể diện. Khách đến nhà sẽ tuân theo những quy tắc bắt buộc được xem là nét văn hóa rất riêng của mình, khách không được ngồi ăn trong khi những người khác đã đứng dậy.
Phong tục là đóng giỏ xôi lại khi đã ăn xong.
Người Lào rất sạch sẽ đến mức kỹ tính, họ có thói quen rửa tay không chỉ trước mà cả sau bữa ăn.

## Đồ dùng nhà bếp

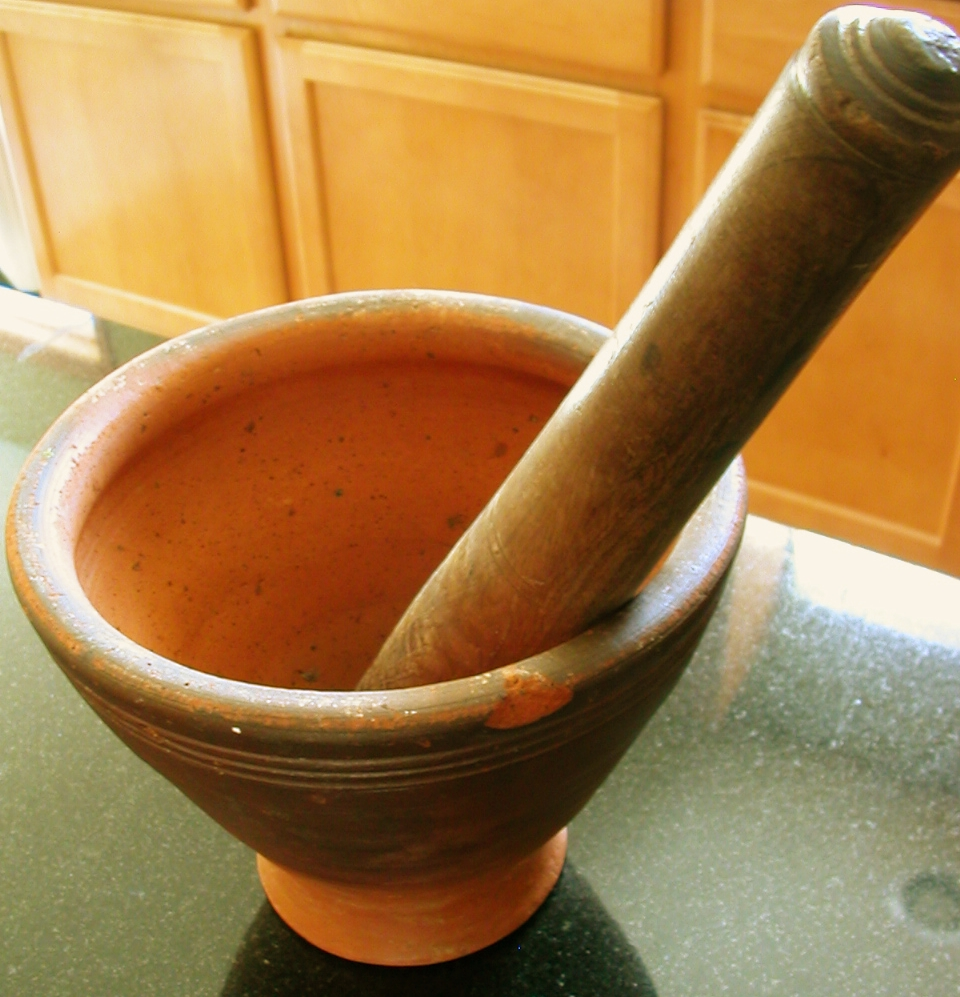
Chày cối kiểu Lào

Bếp Lào điển hình hay lò than, được gọi là tao-lo và được đốt bằng than củi. Nó có hình dạng giống như một cái xô, có đủ chỗ để đặt một cái nồi hoặc chảo lên trên. Wok hay maw khang trong tiếng Lào, được dùng để chiên và xào. Cơm nếp được hấp bên trong một cái giỏ tre, huad, đặt trên một cái nồi, được gọi là maw nung.
Một cái cối lớn, sâu gọi là khok được dùng để giã tam mak hoong và các loại thực phẩm khác. Nó là vật dụng không thể thiếu trong nhà bếp của người Lào.

## Các món ăn

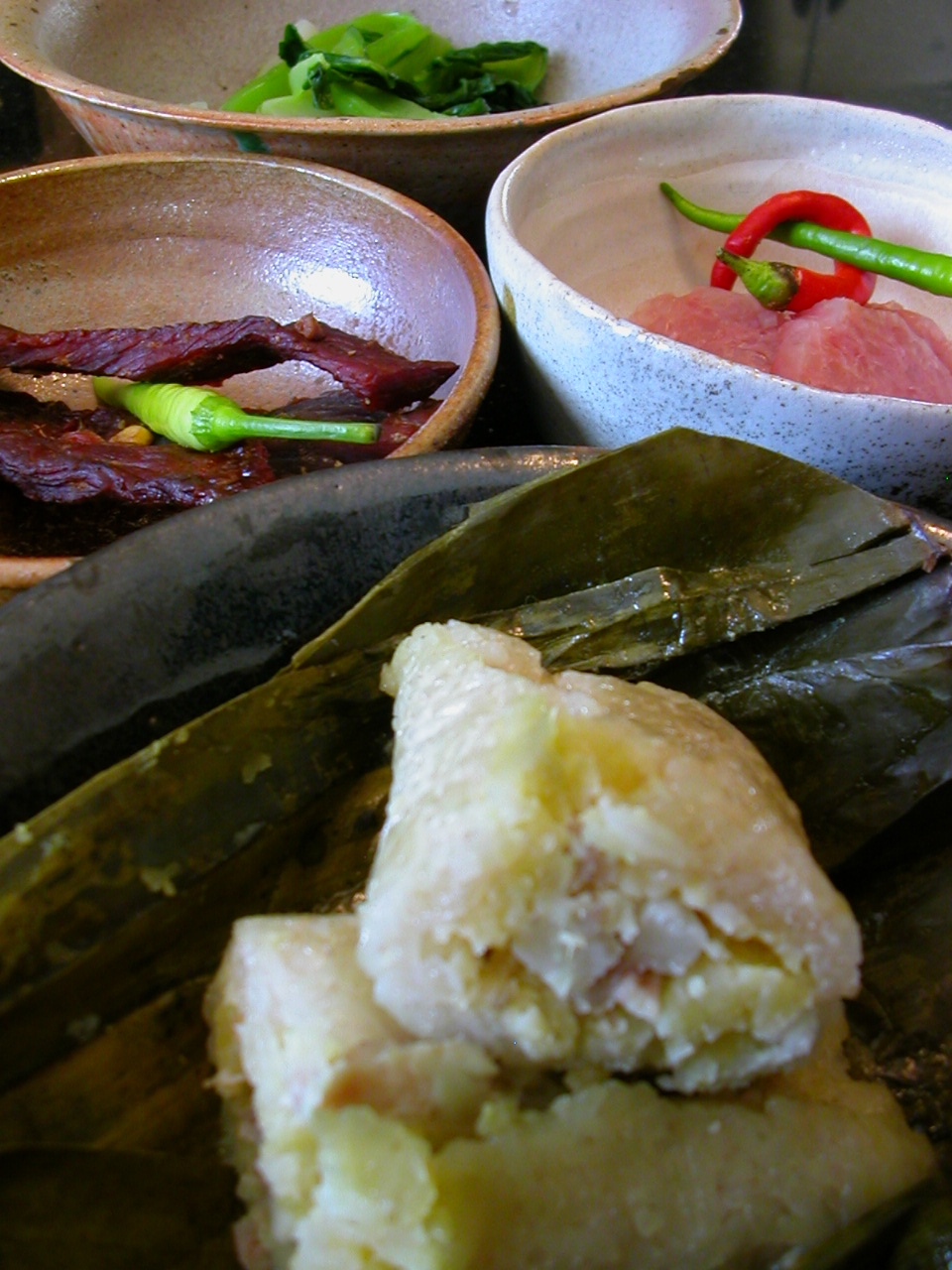
Một bữa ăn của người Lào.

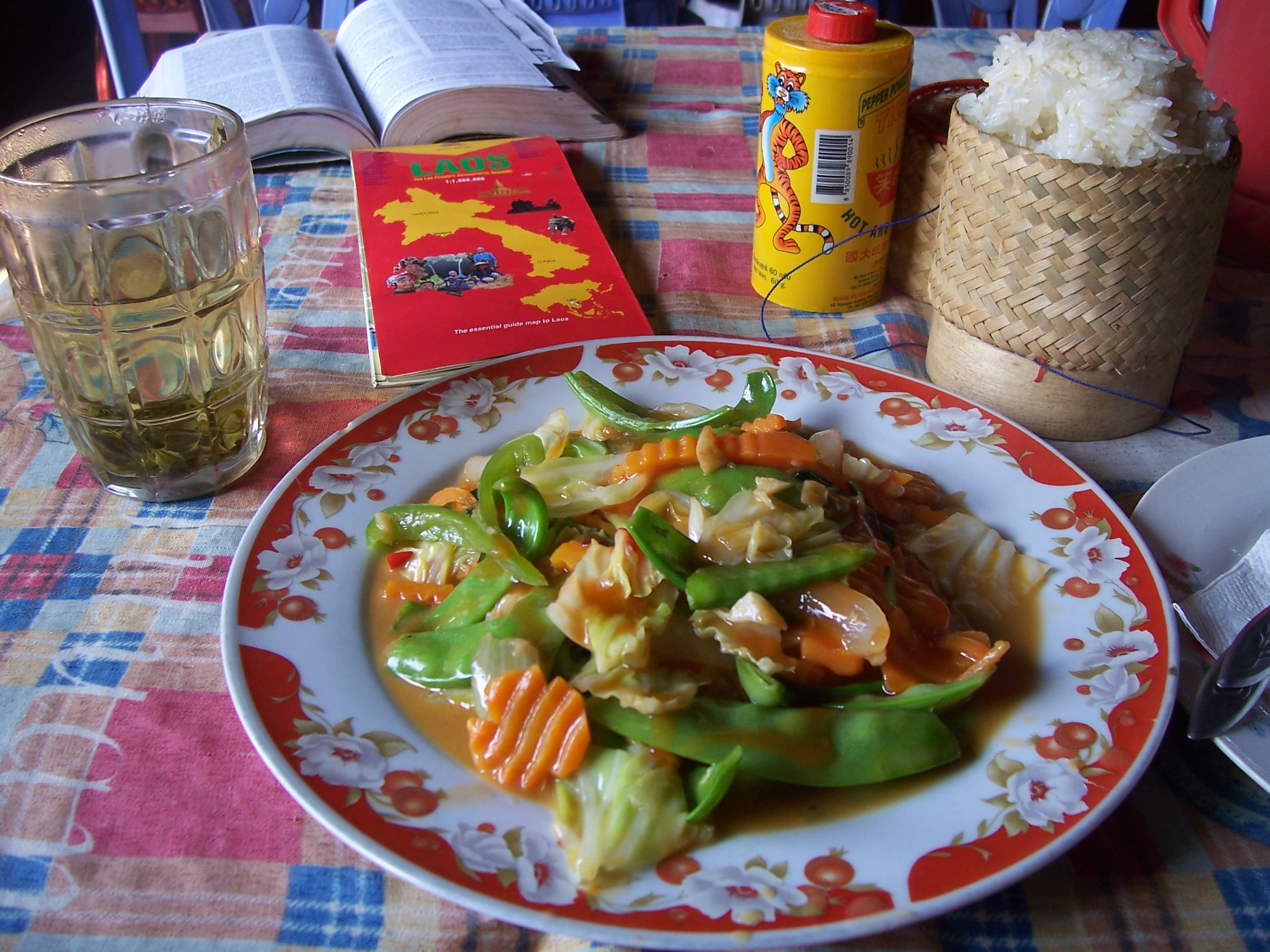
Món xào Lào

Ẩm thực Lào có khá nhiều món ngon, có thể kể ra như: gà nướng, lạp, lạp xưởng, thịt heo hấp măng (hoặc cá hấp lá chuối), gà (cá) nấu me, rau luộc, cơm (xôi). Ngoài ra còn có các món khác như như: ếch, mực chiên tỏi, sườn nướng, nem chua cá thịt… Ẩm thực Lào, ngoài các món này, còn có những món được xem là đặc sản như: Món Tam Maak Hung còn gọi là nộm đu đủ gồm dưa muối, đu đủ, đậu đũa, cà dĩa giã rồi trộn chung với cùng hàng chục gia vị ăn rất lạ. Ngoài Tam Maak Hung  còn có các món như Thoót mú đẹt điêu , tôm dâm cung, cá nướng… Mỗi món đều có các nguyên liệu khác như Lạp được làm bằng thịt heo, băm nhỏ, trộn gia vị Lào, ăn với xôi hoặc cơm, trộn chung với ớt cay, cá nướng được ướp muối ngoài da, khi nướng chín, da cá không cháy nhưng phủ trắng lớp muối, thịt cá không dính vào da, mùi thơm, chấm với nước "chẻo" (đặc chế từ ớt, tỏi, hành, mắm, muối, bột ngọt và chanh).

### Tép nhảy
Món này được xem là đặc sản trên đất Lào, tép sống được đánh bắt trên sông Mê Kông còn tươi được vắt chanh vào, tép sẽ bị chín tái cùng với gia vị được ăn sống kèm nước chấm.

### Cơm
Lúa gạo rất được trân trọng ở Lào. Người Lào đặc biệt thích ăn gạo nếp (khao nyao) dù rằng gạo tẻ (khao chao) và bún gạo (khao poon) cũng rất phổ biến. Các thành viên trong gia đình ăn cơm từ một cái thố chung hoặc dùng riêng mỗi người một bát. Cơm nếp thì người ta ăn bốc bằng tay. Người ăn sẽ nắm cơm thành từng viên nhỏ, và sau đó dùng nó như cái thìa để vét và lùa thức ăn trên đĩa vào miệng, hoặc chấm vào nước chấm.
Gạo là thứ lương thực có nhiều công dụng, dùng để làm vỏ bọc cho các loại bánh, làm khuôn cho các món tráng miệng và bánh kẹo. Cơm trộn với khoai sọ, nước cốt dừa, và ngó hoa súng để làm món điểm tâm, chẳng hạn như món Khao tom - gồm cơm trộn với chuối, gói vào lá chuối rồi đem hấp. Một món điểm tâm thông dụng khác là Tom nam hua bua, được làm bằng cách trộn cơm với nước cốt dừa và hoa sen.
Ở Lào, cơm nếp thường được dát lên những bức tượng Phật hoặc những bức tường của tư gia để cúng cho các vị thần cư ngụ tại đó.
Phụ nữ thường được liên tưởng mạnh mẽ với lúa gạo. Trong nhiều làng bản hẻo lánh có truyền thuyết kể rằng nữ thần lúa đã hiến dâng mình cho ngọn lửa, và tro của nữ thần đã giúp cho dân làng được một mùa bội thu. Ở một số làng bản người Phuan, hài cốt của các bà tổ bà sơ được giữ trong ngôi tháp nhỏ xây giữa ruộng lúa của gia đình.

### Món ăn từ côn trùng

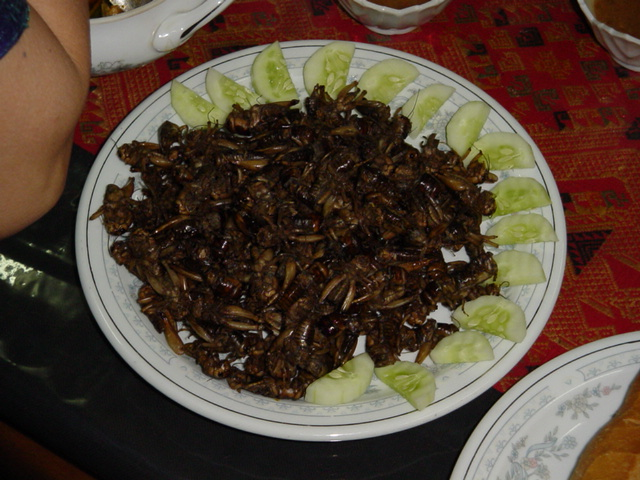
Món dế chiên giòn của người Lào

Loại thức ăn giàu đạm này được tìm thấy rất nhiều trên đất nước Campuchia và Thái Lan và Lào. Người Lào cũng rất thích dùng côn trùng đẻ chế biến nhiều món ăn. Từ dế cơm, trứng kiến đến con cà cuống, nhền nhện trong các món chiên, xào, dồn đậu phộng đến hấp cơm hay ngâm giấm đều rất ngon. Đắt nhất vẫn là con cà cuống - một loại côn trùng có ích sống nhiều ở đồng ruộng Campuchia với hương vị thơm cay. Tuy nhiên, món ăn từ côn trùng của Lào lại ít món hơn người Thái Lan và ít phổ biến hơn.

### Nước chấm

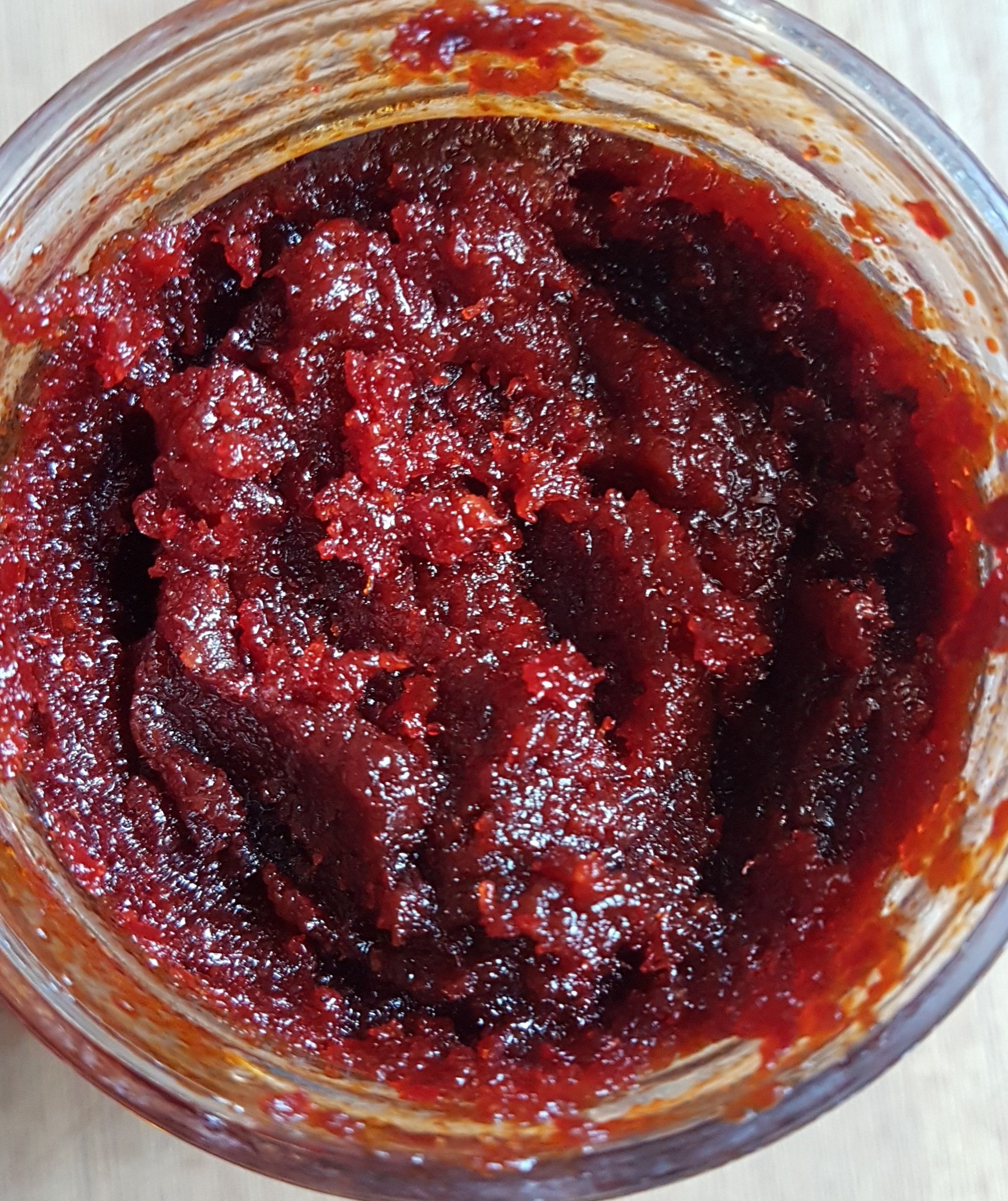
Jaew bong

Jaew (tiếng Lào: ແຈ່ວ) là một loại nước chấm phổ biến ở Lào.
- Jaew mak khua – làm từ cà tím nướng.
- Jaew mak len – làm từ cà chua nướng ngọt.
- Jaew bong – hỗn hợp ngọt và cay, làm từ ớt nướng, da heo, riềng và các nguyên liệu khác.
- Jaew padaek – làm từ padaek chiên, cá, tỏi nướng, ớt, sả và các nguyên liệu khác.

### Món khai vị

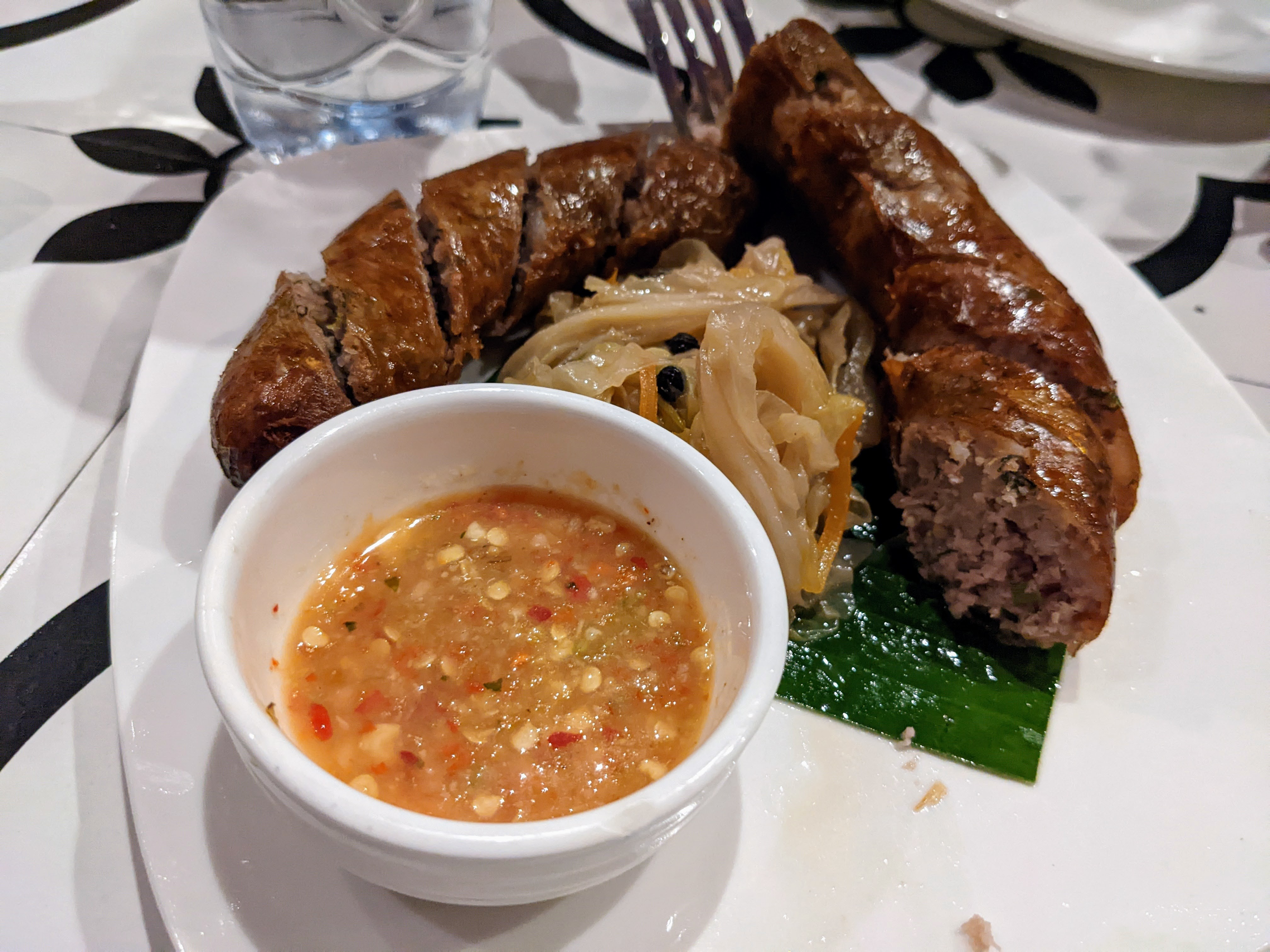
Sai oua - xúc xích Lào với nước chấm

Kap kaem (tiếng Lào: ກັບແກ້ມ) là các món ăn vặt, ăn trước bữa chính hoặc ăn kèm với bia.
- Kaipen – món ăn vặt chiên làm từ rong tảo nước ngọt, thường ăn kèm với jaew bong.
- Khai khuam – trứng nhồi "úp ngược".
- Khai nug – trứng hấp hoặc luộc, sau khi khoét lỗ, lòng đỏ được trộn với các nguyên liệu khác rồi đổ lại vào vỏ trứng.
- Khua pak bong – rau muống xào.
- Look seen – thịt bò viên kiểu Lào.
- Rêu sông Mê Kông – rong sông Mekong chiên.
- Miang – món cuốn với nhiều loại nhân.
- Sai kok – xúc xích thịt heo cắt khúc.
- Sai oua – xúc xích thịt heo nướng.
- Seen hang – khô bò Lào, chần qua dầu.
- Seen savanh – khô bò thái lát mỏng, vị ngọt, phủ mè.
- Seen tork – khô bò.
- Som khai pa – trứng cá muối.
- Som moo – thịt heo muối với da heo.
- Som pa – cá muối.
- Som phak kad – rau muối.
- Som phak kai lum who moo – bắp cải muối với tai heo muối.
- Yaw – chả lụa kiểu Lào (tương tự giò lụa ở Việt Nam).
- Yaw dip – gỏi cuốn làm từ bánh tráng, bún, xà lách và nhân khác nhau (như tôm), thường ăn với nước sốt đậu phộng hoặc nước sốt ngọt Lào (tương tự gỏi cuốn ở Việt Nam).
- Yaw jeun – chả giò chiên.

### Salad

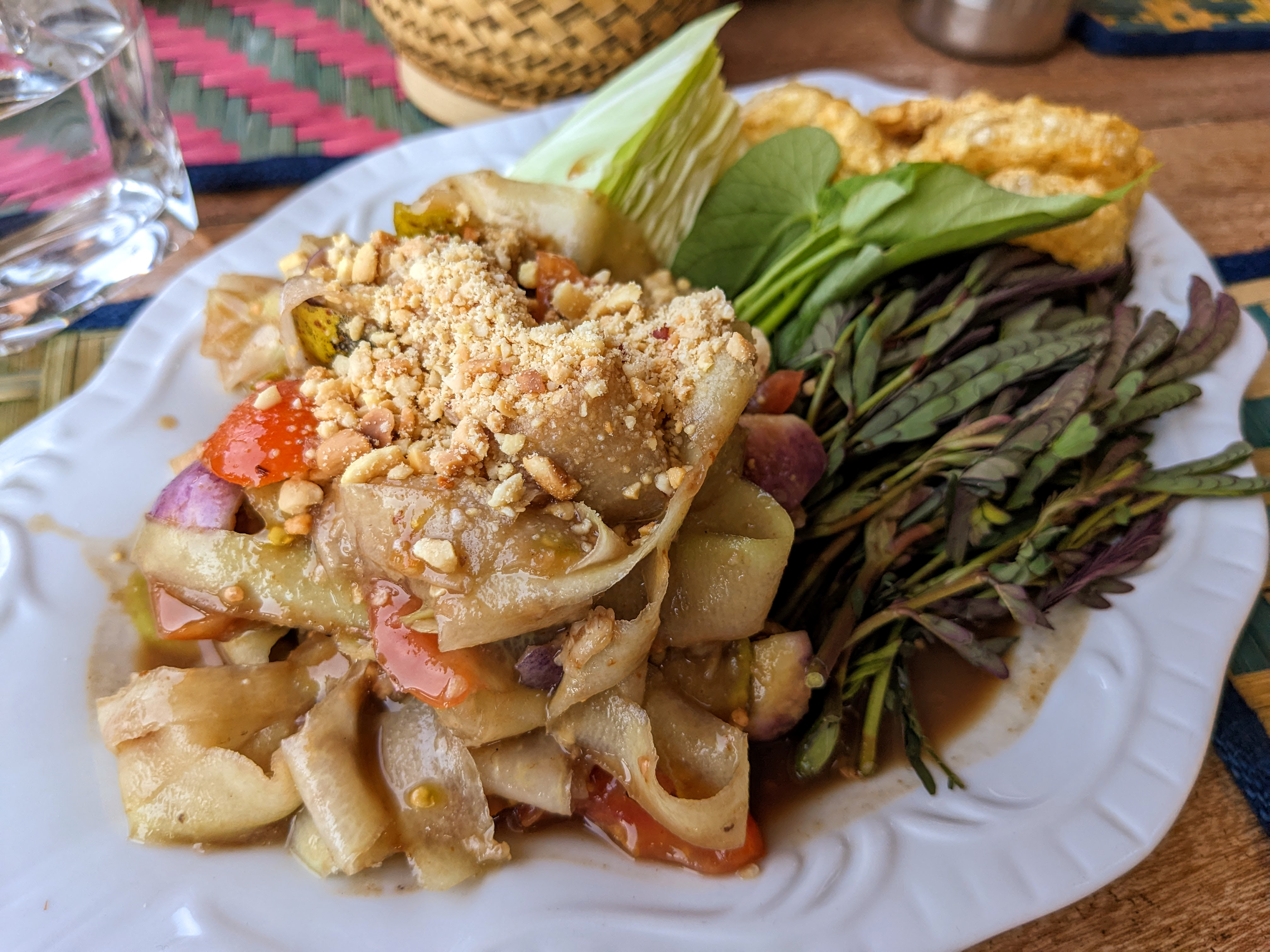
Tam mak hoong – gỏi đu đủ xanh.

Sarad (tiếng Lào: ສະຫຼັດ) là tên gọi chung cho các món trộn rau củ, thảo mộc và gia vị. Salad thịt ở Lào được gọi là larb hoặc laap.
- Lạp – Món ăn truyền thống trong lễ hội của người Lào, và cũng là một món ăn dân tộc gần gũi nhất của họ, được gọi là Lạp, nghĩa là "may mắn". Lạp là một món đãi tiệc, thường được dọn ra trong những dịp đặc biệt hoặc cho những vị khách danh dự, được người ta so sánh với món thịt nướng của người Tác-ta hay món bít tết ceviche của người México. Lạp được làm từ thịt bò, thịt hươu bằm nhuyễn (hoặc thịt trâu, cá) với rau bạc hà xắt nhỏ và nước cốt chanh.
- Nam tok – salad thịt tương tự lạp, cũng có thể được nấu thành món hầm.
- Pon – món cá nấu nhuyễn cay.
- Tam som – thuật ngữ chung cho các món gỏi làm từ ớt Lào, nước cốt chanh, cà chua, nước mắm hoặc mắm cá và đường. Mắm cua và mắm tôm là tùy chọn.
- Tam khao poon – gỏi bún cay.
- Tam mak guh – gỏi chuối chát cay.
- Tam mak hoong – gỏi đu đủ xanh cay.
- Tum mak khua – gỏi cà tím cay.
- Tam mak taeng – gỏi dưa leo cay.
- Tam mak thua – gỏi đậu đũa cay.

### Canh và món hầm
Kaeng (tiếng Lào: ແກງ; nghĩa là "canh")
- Canh trứng kiến – canh làm từ trứng kiến.
- Kaeng jeut – canh rau củ với thịt heo.
- Kaeng galee – cà ri Lào.
- Keng no mai hoặc soup naw mai – món hầm xanh làm từ măng.
- Or – món hầm rau củ xanh.
- Or lam – món hầm rau củ kiểu Luang Prabang.
- Tom jeaw pa – canh cá cay.
- Tom kha gai – canh gà nấu với nước cốt dừa, nấm, cay và chua.
- Tom padaek – cá hầm với mắm cá.
- Tom yum – canh cay chua nấu với sả và các loại thịt như bò, gà, heo, tôm hoặc hải sản khác

### Món nướng
Ahan ping (tiếng Lào: ອາຫານປີ້ງ; nghĩa là "đồ nướng")
- Ping gai – gà nướng tẩm ướp.
- Ping hua ped – đầu vịt nướng tẩm ướp, có thể xem như món khai vị.
- Ping moo – thịt heo nướng tẩm ướp.
- Ping pa – cá nướng tẩm gia vị và thảo mộc.
- Ping ped – vịt nướng tẩm ướp.
- Ping seen – thịt bò nướng tẩm ướp.
- Ping theen gai – chân gà nướng tẩm ướp.
- Seen dat – thịt nướng kiểu Lào, các loại thịt và rau củ được nướng trên vỉ nướng hình mái vòm.

### Món hấp
Ahan neung (tiếng Lào: ອາຫານຫນື້ງ; nghĩa là "đồ hấp")
- Mok pa – cá hấp trong lá chuối.
- Mok gai – gà hấp trong lá chuối.
- Mok khai – trứng hấp.
- Mok kai pa – trứng cá hấp.
- Ua dok kae – hoa so đũa hấp.
- Titi gai – thịt nướng/hấp gói lá chuối.

### Các món từ gạo

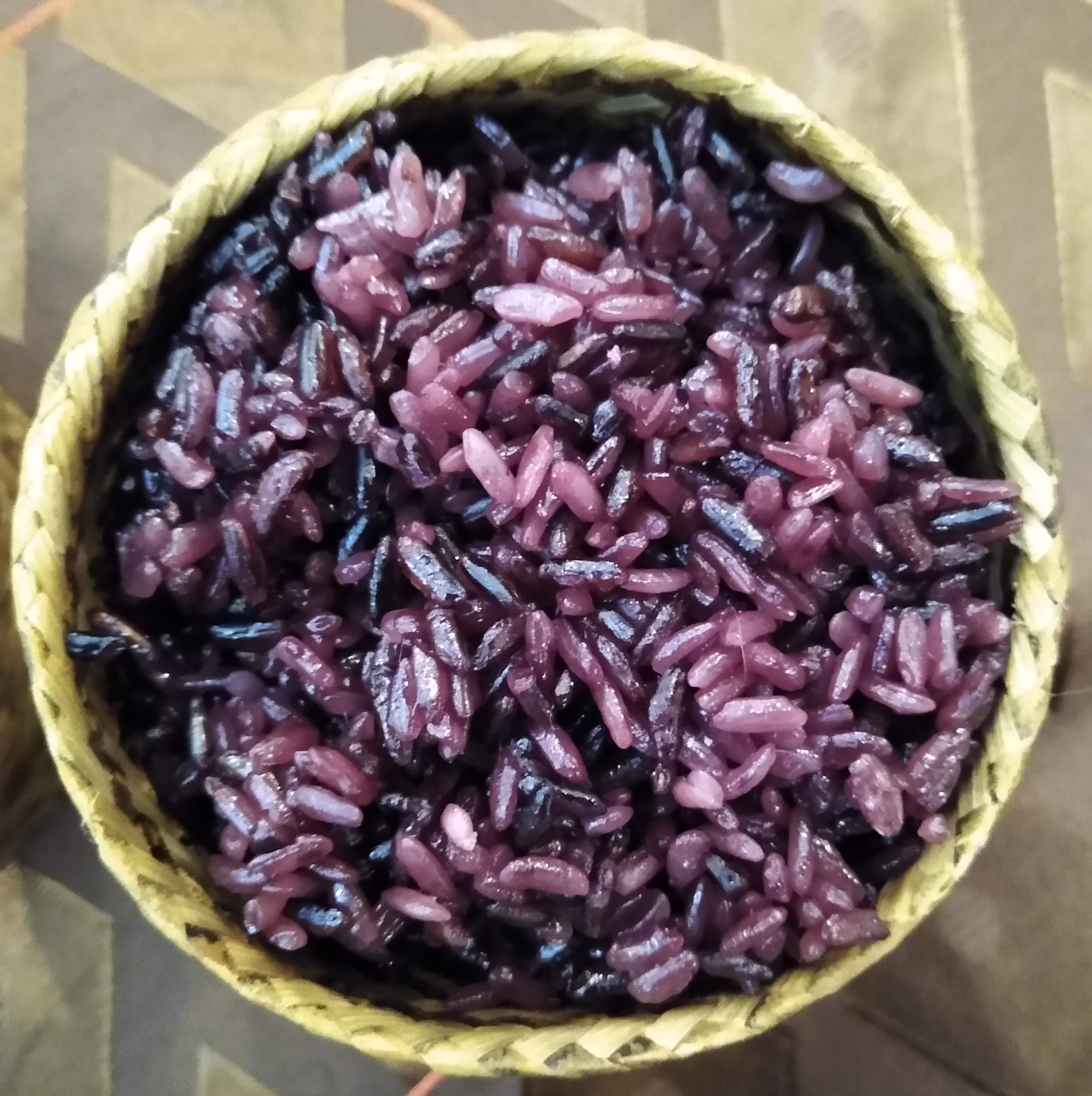
Cơm nếp được phục vụ trong giỏ tại một nhà hàng ở Viêng Chăn

Ahan kap khao (tiếng Lào: ອາຫານກັບເຂົ້າ; nghĩa là "thức ăn với cơm") là những món ăn làm từ gạo là nguyên liệu chính.
- Khao khua hoặc khao phat – cơm chiên kiểu Lào.
- Khao niao – gạo nếp hấp, thường được gọi là "xôi". Loại gạo này được đựng trong giỏ tre và chia sẻ giữa các thực khách. Có thể thêm nước cốt dừa và đậu đỏ để làm thành món ngọt.
- Khao piak khao (nghĩa là "cháo nước") – cháo gạo. Có thể ăn kèm tiết heo, trứng bắc thảo, hành phi hoặc tỏi phi, và hành lá.
- Khao ping hoặc khao jee – xôi nướng trộn với trứng. Khao jee cũng là từ để chỉ bánh mì.
- Khao jao hoặc khao neung – cơm trắng hấp, thường sử dụng gạo thơm jasmine. Loại gạo này cũng được dùng làm nguyên liệu cho nhiều món xào.
- Nam khao – gỏi cơm chiên làm từ cơm viên chiên giòn, xúc xích chua (som moo), đậu phộng, dừa nạo, hành lá hoặc hành tím thái nhỏ, bạc hà, ngò, nước cốt chanh, nước mắm và các nguyên liệu khác.

### Món mì
Feu (tiếng Lào: ເຝີ) hoặc mee (tiếng Lào: ໝີ່). Các món mì phổ biến ở miền Bắc và miền Trung Lào, có thể là "mì nước" ăn kèm nước dùng, hoặc "mì khô" thường được xào.
- Feu – phở kiểu Lào, hay phở nước gạo.
- Kaeng sen lon – canh bún tàu với bò viên.
- Khao piak sen – mì bột gạo trong nước dùng gà (tương tự món bánh canh ở Việt Nam hoặc udon ở Nhật Bản).
- Khao poon – bún nước kiểu Lào, còn được gọi là "laksa Lào".
- Khua mee – mì gạo xào, bên trên có trứng chiên thái mỏng.
- Lard na – mì xào với nước sốt sệt.
- Mee haeng – mì lúa mì ăn kèm rau củ và thịt.
- Mee ka tee – bún gạo nấu với nước cốt dừa.
- Mee nam – mì lúa mì trong nước dùng rau củ và thịt.
- Pad Lao – mì xào trộn với trứng đánh. Tương tự như món pad thai.
- Pad ki mao – mì gạo to xào.
- Pad sen lon – bún tàu xào.
- Suki – món lẩu Sukiyaki kiểu Lào.
- Yum sen lon – gỏi bún tàu cay

### Bánh mì

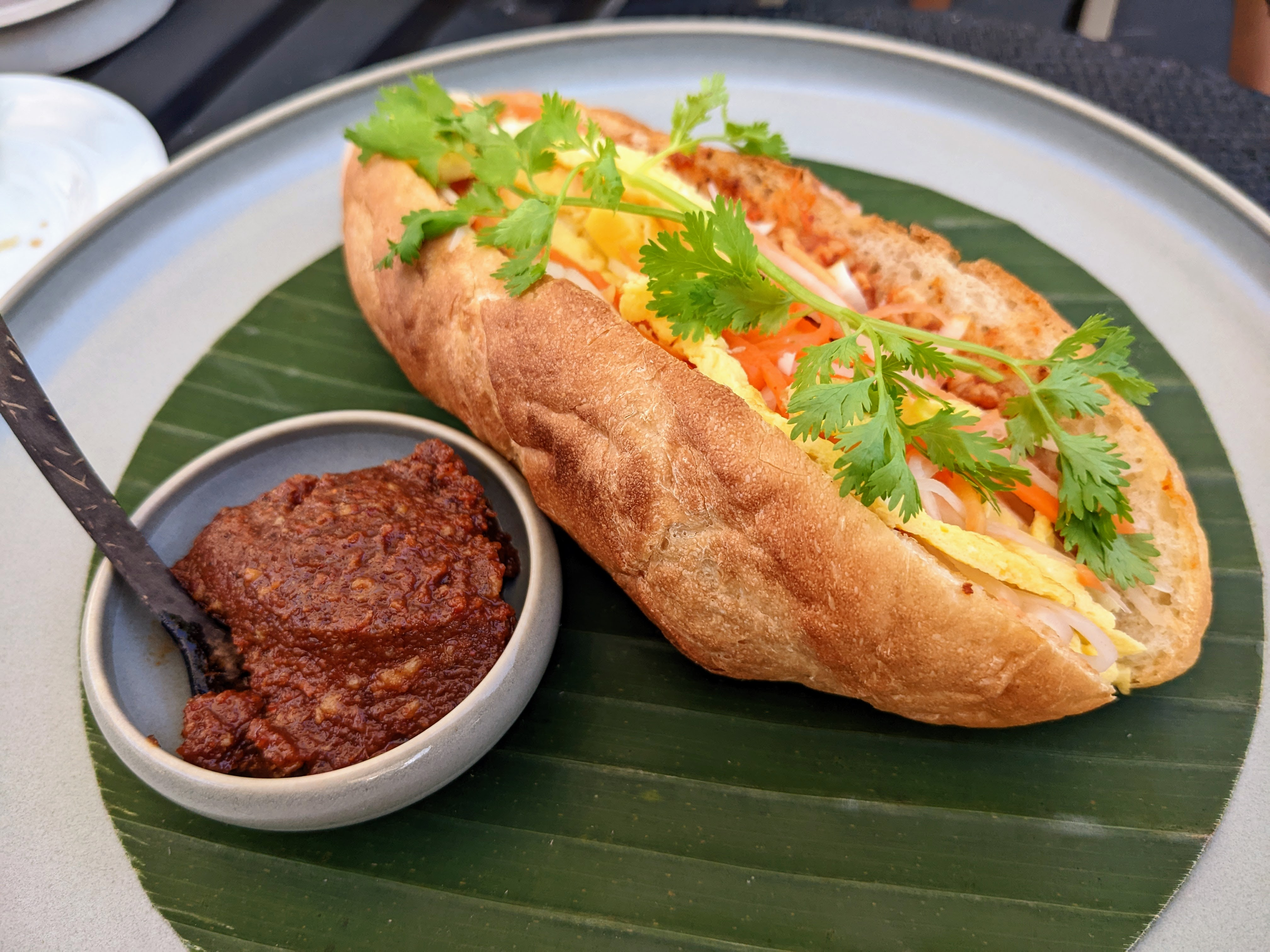
Khao chi pâté với trứng tráng, pa tê và thảo mộc.

Bánh mì là món du nhập từ Pháp nhưng rất phổ biến. Hình dạng phổ biến nhất là bánh mì baguette nhỏ, gọi là khao chi (tiếng Lào: ເຂົ້າຈີ່).
- Khao jee pâté (tiếng Lào: ເຂົ້າຈີ່ປາເຕ້) – bánh mì baguette nhồi pa tê và các loại gia vị, phiên bản bánh mì Lào (tương tự bánh mì Việt Nam).

### Món tráng miệng
Khong van (tiếng Lào: ຂອງຫວານ; nghĩa là "món ngọt"). Món tráng miệng của Lào thường được làm từ trái cây nhiệt đới và các sản phẩm từ gạo nếp. Có thể là bánh, thạch, đồ uống hoặc bánh flan.
- Khao lam – xôi ngọt làm từ đậu đỏ, dừa, nước cốt dừa và đường, nướng trong ống tre.
- Khao niao mak muang – xôi ăn kèm nước cốt dừa và xoài.
- Khao pard – bánh gạo dạng thạch, đặc trưng bởi các lớp. Thường có màu xanh nhờ lá dứa.
- Khao tom – xôi gói lá chuối, nhân có thể là thịt heo, chuối hoặc khoai môn.
- Khanom kok – bánh dừa làm trên khuôn. Có thể thêm hành lá ở trên.
- Khanom maw kaeng – bánh flan dừa.
- Khanom nab (tiếng Lào: ເຂົ້າຫນົມແຫນບ) – bánh gạo nhồi nhân dừa ngọt.
- Lod xong – món thạch xanh dạng "sâu" làm từ bột gạo, nước cốt dừa và đường thốt nốt.
- Nam van – tên gọi chung cho các món tráng miệng có thể chứa bột báng và các loại trái cây như sầu riêng, mít hoặc củ năng.
- Sangkaya – bánh flan làm từ bí đỏ Nhật Bản.
- Voon – thạch làm từ nước cốt dừa.

### Món ăn Pháp
Món ăn Pháp cũng được ưa chuộng tại Lào, và có thể dễ dàng tìm thấy ở mọi nơi, nhất là trong những nhà hàng ở Viêng Chăn và Luang Phrabang.
Món đùi ếch và filet Mignon, bít tết vẫn được ưa chuộng trong nhân dân. Bánh mì giòn kiểu Pháp hay baguette là món ăn sáng của người Lào. Người Lào nhúng baguette vào cà phê sữa để ăn hay ăn với trứng rán hay nhét pate vào trong như bánh sandwich. Người Lào còn thường dùng bánh mì croissant và bánh mì socola với một ly cà phê đậm.

## Thức uống

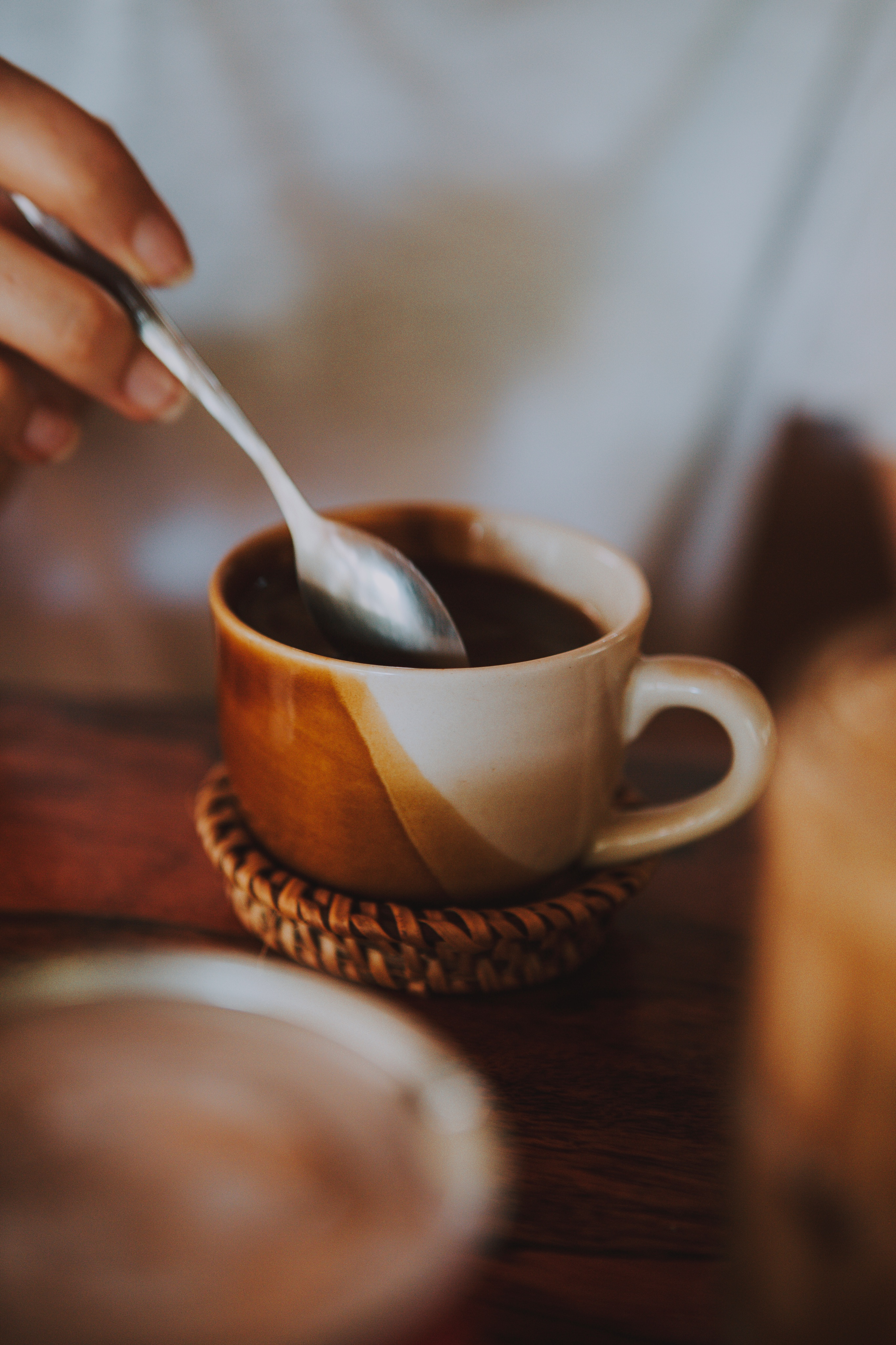
Cà phê Lào

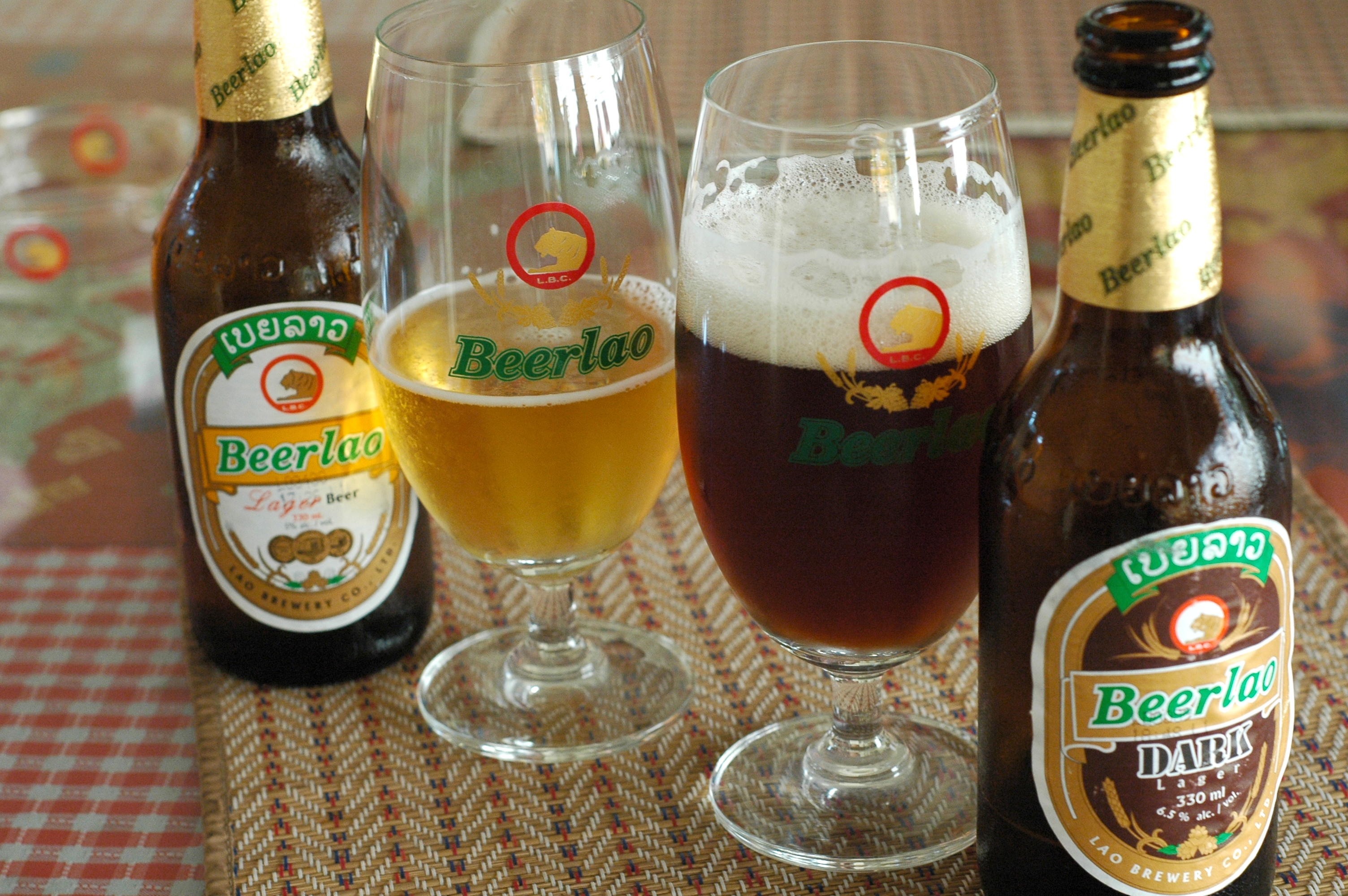
Một chai Beerlao thường và một chai Beerlao đen.

Thức uống của Lào có lau Lao, Fanthong (gần giống với rượu cần), NamSa (trà pha nhạt), cà phê… Đặc biệt là món dừa nướng. Dừa để nguyên trái nướng vừa phải, lột vỏ rồi ướp lạnh. Nước dừa có vị ngọt và thơm rất lạ, cơm dừa dẻo ăn rất ngon.
Nước dừa được tìm thấy hầu hết trong các loại thức uống, người Lào có thói quen hay pha trộn nước dừa với các loại thức uống khác.
Cà phê Lào thì tuyệt vời, đa số được trồng từ cao nguyên Bolaven màu mỡ ở Nam Lào, xung quanh thị trấn Pakxong. Khu vực này đôi khi được cho là nơi tốt nhất ở Đông Nam Á để trồng cà phê. Ở Lào, cả hai loại cà phê Robusta và Arabica đều được trồng. Phần lớn cà phê Arabica tại Lào được tiêu thụ nội địa, trong khi Robusta chủ yếu được xuất khẩu sang Thái Lan để làm nguyên liệu cho Nescafé. Người Lào thích uống cà phê đậm và ngọt, vì thế người ta hay cho thêm đường và sữa đặc vào cà phê. Cà phê thường được pha từng ly, uống kèm với một cốc Nam Sa, một thứ Trà Tàu pha nhạt. Một thương hiệu cà phê hoà tan đáng chú ý ở Lào là "cà phê Đào" do một người Việt sáng lập.
Lau Lao – một loại rượu nhẹ làm từ cơm nếp lên men uống với chút chanh và Pepsi. Rượu Lào dễ uống, khó say, nhưng khi say không gây nhức đầu. Các thực phẩm dùng để nấu rượu, xôi, cơm… và gia vị của người Lào và không bắt chước được.
Theo tập quán, trong các bữa tiệc lễ hội, vài người ngồi uống Lau lao cùng một lúc bằng những cái ống dài hút rượu từ một bình sứ.
Lào cũng có thương hiệu bia riêng là Beerlao, loại bia do nhà máy bia quốc doanh của Lào sản xuất, rất được ưa chuộng tại Lào. Tờ Bangkok Post từng mô tả Beerlao như "Dom Pérignon của các loại bia châu Á." Năm 2004, tạp chí Time gọi Beerlao là "loại bia ngon nhất châu Á." Đến tháng 6 năm 2005, Beerlao đã vượt qua 40 loại bia khác để giành giải bạc tại Lễ hội Bia Osiris ở Nga, lần đầu tiên tham gia.

### Đồ uống không cồn
- Ca fay – Cà phê Lào.
- Nam oi – Nước mía.
- Nam pun – Sinh tố.
- Nam mak pow – Nước dừa (có hoặc không kèm cơm dừa).
- Oliang – Cà phê đá; đen hoặc pha sữa đặc.
- Saa – Trà Lào.

### Đồ uống có cồn
- Beerlao – Bia Lào.
- Lao-khao – Rượu gạo Lào.
- Lao lao – Rượu whisky Lào.
- Lao-hai – Rượu gạo nếp truyền thống, uống từ hũ đất.